# Робърт Рашуорд
Робърт Ейткен Рашуорд (на английски: Robert Aitken Rushworth) е американски тест пилот и участник в Програмата X-15. Рекордьор по броя на извършени полети с ракетоплана X-15.

## Биография
Роден на 9 октомври 1924 г. в Медисън, Мейн. Завършва машинно инженерство в Университета на Мейн, откъдето получава бакалавърска степен през 1951 г. През 1958 г. става магистър по аерокосмическо инженерство в Технологичния институт на ВВС. Починал в Камарило, Калифорния на 17 март 1993 г., на възраст 68 г.

## Военна кариера
Участник във военните действия в Корея и Виетнам. По време на виетнамската война е пилот на F-4 Phantom II и извършва 189 бойни полета. След войната е последователно началник на изпитателния център „Драйдън“ в авиобазата Едуардс, Калифорния и научно - изпитателния център на ВВС в авиобазата „Къртланд“. По-късно е заместник командир на центъра за авиационно въоръжение в авиобазата Райт Патерсън, Охайо.

## В Програмата Х – 15
Избран е през 1958 г. в 1958 USAF Man In Space Soonest group, а първия си полет извършва на 4 ноември 1960 г. През следващите 6 години осъществява 34 полета на ракетоплана, повече от всеки друг пилот в програмата. На 27 юни 1963 г. по време на Полет 87, Рашуорд достига височина от 86,7 км. В съответствие с приетите нормативи му е присвоено звание „астронавт на ВВС“ и са му връчени сребърните „астронавтски крила на ВВС“. По време на полет 97, на 5 декември 1963 г. Р. Рашуорд развива скорост от 6465 км/час, едно от най-добрите постижения по програмата. Участието му в програмата X-15 приключва през 1966 г.
През 1994 г. е приет (посмъртно) в Аерокосмическата зала на славата.